# Pelargonium lanceolatum
Pelargonium lanceolatum är en näveväxtart som först beskrevs av Antonio José Cavanilles, och fick sitt nu gällande namn av Hort. och Kern.. Pelargonium lanceolatum ingår i släktet pelargoner, och familjen näveväxter. Inga underarter finns listade i Catalogue of Life.